# NGC 4507
NGC 4507 este o galaxie seyfert de tip 2⁠(d) situată în constelația Centaurul. A fost descoperită în 1834 de către John Herschel. Se află la o distanță de 50,9 de megaparseci de Pământ.